# Rhapis excelsa
Rhapis excelsa (Thunb.) A.Henry é uma espécie botânica pertencente à família Arecaceae. É popularmente conhecida pelo nome de palmeira-ráfis ou palmeira-dama e é originária da China. É muito usada para decoração de interiores, mas no Brasil também é amplamente usada em jardins.

## Descrição
Quando adulta, alcança de 2 a 4 metros de altura, com vários troncos finos, revestidos com fibras espessas, com um aspecto muito interessante. As plantas podem ser masculinas ou femininas. As inflorescências são muito ramificadas, com flores amareladas, e não possuem muito destaque. Cresce melhor em ambientes com luminosidade baixa e média e prefere temperaturas medianas, mas suporta baixas temperaturas por algum tempo. Não tolera geadas e exige níveis altos de umidade do ar (60%). Possui um crescimento relativamente lento. É adequada para cultivos em vasos destinados a interiores iluminados, para cultivo em touceiras isoladas ou formando grupos, a pleno sol ou meia-sombra, com solo fertilizado e de boa drenagem.

### Reprodução
Multiplica-se principalmente por divisão de touceiras, plantadas na primavera. Faz-se separando as brotações laterais e plantando-as em outros locais ou vasos.

### Rega
Regue ao menos uma vez por semana e, caso necessário, aumente a frequência nos meses mais quentes do ano. É uma planta que adora receber água borrifada em suas folhas. Não tolera encharcamento, por isso, verifique sempre o solo antes de regar.

### Iluminação
Uma planta perfeita para ambientes internos, uma vez que se adapta bem em ambientes com pouca sombra, meia-sombra e de luz difusa. Também consegue ficar em ambiente com luz solar forte, porém, é necessário passar pelo processo de rustificação.

## Links externos
Palmeira Ráfia - Rhapis excelsa | Como cuidar